# Mehu Wala Mafi
Mehu Wala Mafi es una ciudad censal situada en el distrito de Dehradun,  en el estado de Uttarakhand (India). Su población es de 13475 habitantes (2011). 

## Demografía
Según el censo de 2011 la población de Mehu Wala Mafi era de 13475 habitantes, de los cuales 6993 eran hombres y 6482 eran mujeres. Mehu Wala Mafi tiene una tasa media de alfabetización del 77,75%, inferior a la media estatal del 78,82%: la alfabetización masculina es del 83,06%, y la alfabetización femenina del 72%.